# Klechda
Klechda – podanie ludowe wiążące się z miejscowymi wierzeniami, obyczajowością i tradycjami kulturalnymi.
Zazwyczaj opowiada o legendarnej przeszłości regionu, niezwykłych wydarzeniach i postaciach czy osobliwościach krajobrazu. Choć jest spokrewniona z baśnią, jest jednak silniej osadzona w realiach społeczno-obyczajowych regionu, a mniej fantastyczna.
Nazwa „klechda” pojawiła się po raz pierwszy w wydanym w 1837 roku przez K. W. Wóycickiego zbiorze Klechdy, starożytne podania i powieści ludu polskiego i Rusi.
Osoba zajmująca się opowiadaniem lub wymyślaniem klechd to klechdarz.